# Храми Іллінців
У Іллінцях є храми всіх християнських конфесій України. Також є недіюча юдейська синагога.

## Католицькі храми

### Римо-католицькі
| Назва                       | Розташування              | Короткі відомості | Статус                                     | Настоятель (станом на 2018) |
| --------------------------- | ------------------------- | --- | ------------------------------------------ | --------------------------- |
| Старий костел               | Європейська, 7            | Зведений у 1785 році . Остання меса відбулася у костелі за часів нацистської окупації Іллінців. Костел пережив війну, але інші, уже радянські окупанти розграбували і перетворили костел в електростанцію. Потім приміщення було розділено перекриттями на два поверхи, і роздано під житло. Зараз квартири приватизовані і немає можливості повернути храм вірним. За розповідями старожилів поруч є поховання священнослужителів. Зараз там звичайний міський двір. Також, є легенди про поєднааня Іллінецького, Жорницького і Немирівського костелів підземними ходами. | Не діючий                                  | ----------------            |
| Хрестовоздвиженський костел | Вулиця Коцюбинського, 3-а | Закладений і освячений Кам'янець-Подільським єпископом Леоном Дубравським 18 вересня 2010 року. | Діючий. Богослужіння відбуваються щонеділі | Отець Сергій Ленчук         |

## Православні храми

### Українська Православна Церква
| Назва                           | Розташування       | Короткі відомості | Статус | Зображення |
| ------------------------------- | ------------------ | --- | ------ | ---------- |
| Свято-Воскресенський собор      | вул. Соборна, 11   | Собор у м.Іллінці. Збудований у 1897 році як благодійний подарунок місту, від тогочасної власниці іллінецького маєтку — княгині Олени Демидової. Розташований у центрі міста навпроти головної вулиці. Є окрасою міста Іллінці, має незвичайну архітектуру. За радянських часів був перетворений у клуб і краєзнавчий музей. Відновлений у 1990 році. | Діючий |            |
| Джупинівська Богороднича церква | вул. Кутузова, 2   | Дерев'яна церква. Збудована у 1773 році у стилі козацького, народного бароко. Також пізніше була змурована дзвіниця поруч із храмом. Із початку свого заснування належала греко-католикам. Після анексії Правобережної України Росією у 1793 році, стала православною.                                                                                | Діюча  | ,          |
| Морозівська Троїцька Церква     | вул. Морозівська,5 | Збудована у 1903 році. | Діюча  |            |

### Православна церква України
| Храм                                                                           | Адреса                    | Історія | Статус    | Настоятель (станом на 2018) |
| ------------------------------------------------------------------------------ | ------------------------- | --- | --------- | --------------------------- |
| Святомиколаївська церква (сайт [Архівовано 23 квітня 2018 у Wayback Machine.]) | вулиця Коцюбинського, 3-б | Церкву почали будувати у 2014 році. Спочатку громада церкви була незначною. Зараз же іллінецька громада вірних київського патріархату суттєво збільшилась. Постало питання будівництва храму. Пристосована капличка уже не може вмістити усіх вірних. | Будується | Протоі єрей Ярослав (Драч)  |

### Протестантські конфесії
| Назва                                                               | Розташування               | Короткі відомості                                                             | Статус |
| ------------------------------------------------------------------- | -------------------------- | ----------------------------------------------------------------------------- | ------ |
| Церква молитвений дім христян бабтистів                             | вул. Івана Франка          | Богослужіння відбуваються у приватному будинку який пристосований під церкву. | Діюча  |
| Церква Адвентистів Сьомого Дня                                      | вул. Максима Кривоноса, 1. | Богослужіння відбуваються у будинку колишньої адміністративної будови.        | Діюча  |
| Церква молитвенний дім християн віри євангельської (п'ятидесятники) | вул. Незалежності, 92      | Збудований 1990-роках XX cт.                                                  | Діючий |

## Синагоги
| Назва               | Розташування       | Короткі відомості | Статус  | Зображення |
| ------------------- | ------------------ | --- | ------- | ---------- |
| Іллінецька Синагога | Вулиця Пестеля, 11 | Побудована у XVIIIcт. Є найбільшою синагогої у Вінницькій області. Закрита у радянський час і перетворенна один із цехів меблевої фабрики. | Недіюча |            |

## Сектанти
| Назва                     | Розташування     | Короткі відомості          | Статус | Зображення |
| ------------------------- | ---------------- | -------------------------- | ------ | ---------- |
| Зал Царства Свідків Єгови | вул. Чкалова, 49 | Працює з березня 2014 року | Діюча  |            |

## Виноски
1. ↑  Архівована копія. Архів оригіналу за 31 липня 2018. Процитовано 26 квітня 2018.{{cite web}}:  Обслуговування CS1: Сторінки з текстом «archived copy» як значення параметру title (посилання)